# Міністерство миру
Міністерство Миру (ново. Мінімир (англ. Minipax від The Ministry of Peace) — вигадана організація всесвіту роману-антиутопії Джорджа Орвелла «1984», воно служить військовим міністерством уряду Океанії та відповідає за збройні сили, переважно флот і армію. Міністерство Миру може бути найважливішим органом Океанії, оскільки нація нібито перебуває в тривалій геноцидній війні з Євразією чи Істазією і потребує належної кількості сили не для того, щоб виграти війну, а для підтримки її в стані рівноваги.
Як пояснюється в книзі Еммануїла Ґолдштайна «Теорія та практика олігархічного колективізму», Міністерство миру обертається навколо принципу вічної війни. Вічна війна витрачає всі надлишкові ресурси, утримуючи більшість громадян у постійних труднощах — і таким чином не даючи їм навчитися достатньо, щоб зрозуміти справжню природу свого суспільства. Вічна війна також «сприяє збереженню особливої ментальної атмосфери, якої потребує ієрархічне суспільство». Оскільки це означає, що баланс країни залежить від війни, Міністерство миру відповідає за ведення війни (здебільшого зосереджене навколо Африки та Індії), але намагається ніколи не перехилити чашу терезів, якщо війна стане однією… односторонній. Телеекрани зазвичай транслюють новини про те, як Океанія постійно перемагає в кожній битві, в якій вона веде, хоча ці повідомлення не викликають довіри.
Як і всі інші міністерства в «1984», Міністерство Миру названо прямою протилежністю того, що воно робить, оскільки Міністерство Миру відповідає за підтримку воєнного стану. У гаслі партії «Війна — це мир» значення миру прирівнюється до значення війни. Як і назви інших міністерств, воно також має буквальне застосування: Вічна війна — це те, що підтримує «мир» (статус-кво) в Океанії та баланс сил у світі, а оскільки інші великі держави також використовують війну як засоби збереження статус-кво, ці два поняття є функціонально ідентичними.